# Les Clefs
Les Clefs – miejscowość i gmina we Francji, w regionie Owernia-Rodan-Alpy, w departamencie Górna Sabaudia.
Według danych na rok 1990 gminę zamieszkiwało 367 osób, a gęstość zaludnienia wynosiła 20 osób/km² (wśród 2880 gmin regionu Rodan-Alpy Clefs plasuje się na 1265. miejscu pod względem liczby ludności, natomiast pod względem powierzchni na miejscu 576.).